# 弄璋镇
弄璋镇，是中华人民共和国云南省德宏傣族景颇族自治州盈江县下辖的一个乡镇级行政单位。

## 行政区划
弄璋镇下辖以下地区：
弄璋村、飞勐村、模恒村、南永村、新府村、南缓村、南算村、永保村、姐目村、弄勐村、南多村、边府村、芒线村、芒面村和古里卡村。